# アストラルパイプ
アストラルパイプ（英語: Astral Pipes）は、インドのアフマダーバードに本拠を置くインドの建材および設備会社。
主な製品には、配管、農業、産業、ポリ塩化ビニル (PVC)、塩素化ポリ塩化ビニル (CPVC) パイプ、衛生器具、蛇口、塗料、タンクなどが含まれる。

## 業歴
1996年に創業者の サンディープ・エンジニア(Sandeep Engineer)によって「株式会社アストラル・ポリー・テクニック」(Astral Poly Technik Limited) という会社名で設立。当初、産業用 CPVC パイプを発売していたが、3年以内に亜鉛メッキ鉄 (GI) パイプより CVPC パイプが好まれ始めたトレンドを受け、住宅用配管専業に移行。
2004年に鉛フリーの uPVC 圧力管を販売開始。その数年後、消火用スプリンクラー システム用のポリマー管、SWR 管、地中管、およびその他の関連分野へと拡大。
2007年に株式を公開し、国立証券取引所とボンベイ証券取引所に株式を上場。
2013年にuPVCコラム パイプの導入後、農業市場への事業拡大を開始。 2016年、ルブリゾール (Lubrizol) 社とCPVC パイプの原材料調達契約を終了し、自社施設で配合を開始。
2022年現在、市場シェアは約 9%を獲得し、インドで 3番目に大きい配管会社として位置付けられている。 パイプ継手と接着剤は、それぞれ売上高の77%と23%を占めている。

### 製造業
同社は、サンテイ村 (Santej)、ドルカ町 (Dholka) (両方グジャラート州)、ホスール市 (Hosur) (タミル・ナードゥ州)、ギロス村 (Ghiloth) (ラージャスターン州). サングリ市 (Sangli) (マハラシュトラ州)、シタルガンジ村 (Sitarganj) (ウッタラーカンド州)、アウランガバード市 (Aurangabad) (マハラシュトラ州)とカタック市 (Cuttack) (オリッサ州) にあるパイプ製造施設で、配管システム用・排水システム用・農業用パイプ、工業用パイプ、防火パイプ、電線管パイプ、およびインフラ製品を製造している。 それに続いて、グジャラート州サンテイ村、ラニア村 (Rania)とウナオ市 (Unnao) (両方はウッタル プラデーシュ州)、エランド町 Elland (イギリス)とカリフォルニア州スタンフォード市（米国）で接着剤とシーラント生産施設を運営している。 

## 合併と買収
- ボンド・イット (BondIt) - 2014年8月、英国を拠点とする接着剤およびシーラント メーカーの Seal It Services Ltd の80%シェアを44億ルピーで買収[5]。
- レジノヴァ・ケミエ (Resinova Chemie) - 2014年11月、ウッタラプラデーシュ州カンプール市(Kanpur)を拠点とする接着剤会社を73億ルピーで買収[6]。
- レックス・ポリエキストルジョン (Rex Polyextrusion) - 2018年、マハラシュトラ州サングリ市に本社を置く二重壁コルゲートパイプメーカーを買収し、インフラストラクチャ市場に参入[7]。
- ジェム・ペイント (Gem Paints) - 2022年に1億9,400万ルピーで過半数の51%に当たる株式を取得[8]。